# Beatriz Valdés
Beatriz Valdés (La Habana, Cuba; 12 de mayo de 1963) es una actriz de teatro, cine y televisión cubana-venezolana. Ha realizado una parte importante de su carrera en Venezuela. Posee la nacionalidad venezolana, y actualmente vive en Miami, Estados Unidos.

## Biografía
Beatriz Valdés Fidalgo nació en el seno de una familia cubana y se crio junto a su madre y su familia materna. A la edad de 8 años inicia cursos en un taller infantil de instrucción artística; el más reconocido de La Habana, donde realizaba diversas actividades. Se destacó en series juveniles y telenovelas como Algo más que soñar (1984), una exitosa serie televisiva que relataba las vidas y experiencias de cuatro jóvenes reclutas de la Cuba de los 70 y en la que Beatriz interpretaba además uno de los temas musicales, Ya se va aquella edad, compuesto por Pablo Milanés. También protagonizó la telenovela Tren de noviembre (1989) junto al entonces debutante Jorge Treto.
En el cine su primera gran oportunidad le llegó con Los pájaros tirándole a la escopeta (1984), una comedia dirigida por Rolando Díaz en la que tuvo como compañeros de reparto a los grandes actores cubanos Reinaldo Miravalles, Consuelo Vidal y Alberto Pujol, en una divertida historia sobre un joven machista que no entiende que su madura madre se enamore del padre de su novia.
Siguieron películas como Lejanía (1985) de Jesús Díaz, que abordaba el tema del exilio y el reencuentro de una madre con su hijo; Como nosotros (1985) que narraba una historia de amor en el marco de la Guerra de Independencia cubana de 1985; Como la vida misma (1985), filme de Víctor Casaus, inspirado en una obra teatral, centrada en los problemas de los jóvenes en una Escuela en el campo y su mayor éxito La bella del Alhambra (1989), de Enrique Pineda Barnet, basada en la novela "Canción de Rachel" de Miguel Barnet, que narraba la vida de una corista del célebre teatro habanero "Alhambra" a principios del siglo XX, época de gloria del teatro musical cubano en medio de los turbios acontecimientos y manejos políticos de la naciente República.
Llegó a Venezuela tras ser invitada al primer Foro Interamericano de Cine en 1989. En aquellas fechas da a luz a su primer hijo Mauricio y en 1991 regresa de nuevo a tierras venezolanas para así actuar en una película que sería filmada en la ciudad de Mérida llamada Grisalla. En el rodaje de la producción entabló una relación con un joven que pertenecía al equipo técnico de la filmación y esto la hizo radicarse de manera definitiva en Venezuela.
Aunque la relación se dio por terminada, la actriz decidió radicarse en Venezuela realizando viajes constantemente a Cuba para visitar a su familia. En los últimos años ha trabajado en filmes cubanos como Perfecto amor equivocado y el documental de largometraje de Carlos Barba conmemorando el vigésimo aniversario del estreno de La bella del Alhambra.

## Carrera
Su gran oportunidad como actriz llegó en el año 1999 cuando fue designada para interpretar a Manuela Sáenz en una película del director Diego Rísquez titulada Manuela Sáenz: La Libertadora del Libertador, papel que la consagró como primera actriz y le abriría las puertas del canal de Venevisión, en el cual ha logrado desempeñarse en telenovelas que en su mayoría han sido original del aclamado escritor Leonardo Padrón, en los cuales ha interpretado desde mujeres de origen humilde hasta famosas empresarias y mujeres de alcurnia. 

## Trayectoria

### Telenovelas & Series
| Año       | Telenovela                    | Rol                              | Cadena           |
| --------- | ----------------------------- | -------------------------------- | ---------------- |
| 2023      | Juego de mentiras             | Elvira Gómez                     | Telemundo        |
| 2018      | Mi familia perfecta           | Mireya de Ramírez                | Telemundo        |
| 2015      | Toni, la chef                 | Ángela                           | Nickelodeon      |
| 2015      | Demente criminal              | Andrea Echetto                   | Venevision       |
| 2013-2014 | Santa diabla                  | Begoña Flores vda. de Martínez   | Telemundo        |
| 2012      | Válgame Dios                  | Guillermina López                | Venevision       |
| 2010-2011 | La mujer perfecta             | Maruja Pacheco vda. de Reverón   | Venevision       |
| 2008-2009 | La vida entera                | Olimpia Duque                    | Venevision       |
| 2007-2008 | Arroz con leche               | Manuela de Pacheco               | Venevision       |
| 2006-2007 | Ciudad Bendita                | Trina Medina Pacheco de Palacios | Venevision       |
| 2006-2007 | Voltea pa' que te enamores    | Yesénia                          | Venevision       |
| 2005      | El amor las vuelve locas      | Scarlet Lugo                     | Venevision       |
| 2003-2004 | Cosita rica                   | Prodigio Vargas                  | Venevision       |
| 2002      | Las González                  | Magnolia De Trigo                | Venevision       |
| 2001      | Guerra de mujeres             | Gisela Antonorsi                 | Venevision       |
| 2000-2001 | Amantes de luna llena         | Sol De Rigores                   | Venevision       |
| 1999      | Luisa Fernanda                | Dinora Rodríguez                 | RCTV             |
| 1998      | Reina de corazones            | Salomé de Santos                 | RCTV             |
| 1997      | Cambio de piel                | Yolanda Urbieta                  | RCTV             |
| 1996      | Volver a vivir                | Libertad Rodríguez de Fonseca    | RCTV             |
| 1993      | El paseo de la gracia de Dios | Guadalupe                        | Marte Televisión |
| 1992-1993 | Piel                          |                                  | Marte Televisión |
| 1984      | Algo más que soñar            | Marina                           |                  |

### Teatro
| Año  | Obra       | País           | Dirección    |
| ---- | ---------- | -------------- | ------------ |
| 2013 | El cartero | Estados Unidos | David Chacón |

### Películas
| Año  | Obra                                | País      | Dirección             |
| ---- | ----------------------------------- | --------- | --------------------- |
| 2013 | Azul y no tan rosa                  | Venezuela | Miguel Ferrari        |
| 2004 | Perfecto amor equivocado            | Cuba      | Gerardo Chijona       |
| 2003 | Amor en concreto                    | Venezuela | Diego Risquez         |
| 2000 | Manuela Sáenz                       | Venezuela | Diego Risquez         |
| 1998 | 100 años de perdón                  | Venezuela |                       |
| 1997 | La voz del corazón                  | Venezuela |                       |
| 1989 | La bella del Alhambra               | Cuba      | Enrique Pineda Barnet |
| 1987 | Hoy como ayer                       |           |                       |
| 1987 | Capablanca                          | Cuba      | Manuel Herrera        |
| 1987 | Como la vida misma                  | Cuba      | Víctor Casaus         |
| 1985 | Lejanía                             | Cuba      | Jesús Díaz            |
| 1984 | Los pájaros tirándole a la escopeta | Cuba      | Rolando Díaz          |
| 1970 | Una nueva criatura                  |           |                       |

## Premios y reconocimientos
| Año  | Premio            | Categoría                 | Trabajos   | Resultados |
| ---- | ----------------- | ------------------------- | ---------- | ---------- |
| 2014 | Miami Life Awards | Actriz secundaria, teatro | El cartero | Ganadora   |